# Максим Грузнов
Максим Грузнов (ест. Maksim Gruznov; 21 квітня 1974, Нарва, Естонська РСР, СРСР) — естонський (статус негромадянина) футболіст, нападник. З 2015 року помічник головного тренера «Нарва-Транс».

## Біографія
Більшість кар'єри відіграв за естонський клуб «Нарва-Транс».
Міг перейти в клуби російського вищого дивізіону саратовський «Сокіл» та петербурзький «Зеніт». З «Зенітом» був на зборах, але перехід зірвався через отриману серйозну травму.
Наприкінці кар'єри був дискваліфікований футбольним союзом Естонії, як і низка інших гравців, які порушили дисциплінарні правила ЕФС. Дискваліфіковані гравці пов'язані з букмекерським шахрайством. Футболісти отримали різні терміни покарання, 9 із них дискваліфіковані довічно. У 2015 році Талліннський окружний суд виправдав Грузнова та кілька інших гравців. У цьому ж році Грузнов був призначений помічником головного тренера «Нарва-Транс». Станом на квітень 2019 — тренер команд 2008, і 2006, і 2012 народження.
Два рази запрошувався до збірної Естонії, але запрошення знімалися, оскільки Грузнов мав сірий паспорт.

## Досягнення

### Клубні
- Лантана
  - Чемпіонат Естонії (2) : 1995-96, 1996-97
  - Суперкубок Естонії (1): 1997-98
- Нарва-Транс
  - Кубок Естонії (1): 2000-01
  - Суперкубок Естонії (2): 2007, 2008

### Індивідуальні
- Найкращий нападник чемпіонату Естонії : 1993-94, 2001, 2006